# Choeropsis
Genre
Statut de conservation UICN

EN : En danger
Choeropsis est un genre d'hippopotames nains normaux, c'est-à-dire d'espèces ayant toujours été petites par opposition aux espèces d'hippopotames ayant subi une nanification insulaire. 
Il existe deux espèces connues de Choeropsis, dont l'une est éteinte: 
- l'hippopotame pygmée africain - Choeropsis liberiensis
- l'hippopotame nain de Madagascar † - Choeropsis madagascariensis

Certains chercheurs considèrent que les hippopotames pygmées doivent être classés dans le genre Hexaprotodon. La classification pour ces animaux a toujours été difficile à déterminer. L'Hippopotame nain actuel a d'ailleurs récemment en 2021 été reclassé dans le genre Choeropsis après de nouvelles analyses mais plusieurs auteurs continue d'utiliser le genre Hexaprotodon pour cette espèce. Quant à l'Hippopotame nain de Madagascar, elle n'est présentée que par certains auteurs dans ce genre, étant généralement admis dans celui du genre Hippopotamus avec les autres espèces d'hippopotames malgaches, donc comme étant un hippopotame devenu nain à la suite d'un nanisme insulaire. 
Le nom Choeropsis dérive du mot grec Khoiros qui signifie "porc" et de Opsis dont le sens est "appartenant à". L'hippopotame pygmée, cependant, n'est pas un cochon, cependant, le suffixe « -opsis » peut aussi être traduit par "ressemblant à", empêchant une confusion.